# Ceru-Băcăinți
Ceru-Băcăinți là một xã thuộc hạt Alba, România. Dân số thời điểm năm 2002 là 376 người.